# Голотов Сергій Іванович
Сергій Іванович Голотов (25 червня 1961 року, Бєлгород, РРФСР — 31 березня 2025 року, Черкаси) — радянський волейболіст, український волейбольний тренер. Майстер спорту СРСР з волейболу. Заслужений тренер України (2001). Найтитулованіший тренер у жіночому волейболі України.

## Біографія
Кар'єра гравця:
- 1978—1982 — «Технолог» (Бєлгород)
- 1982 — «Іскра» (Одинцово)
- 1982—1983 — СКА (Ростов-на-Дону)
- 1982—1992 — «Азот» (Черкаси)
- 1992-19941 — «Хожув» (Польща).

Кар'єра тренера:
- 1992 — «Азот» (Черкаси), граючий тренер
- 1996—2011 — «Круг» (Черкаси)[1], головний тренер;
- 2012—2016 — «Хімік» (Южне), головний тренер;
- 2016, 2017—2018, 2020—2022 — «Єнісей» (Красноярськ), головний тренер.

Почав займатися волейболом у Бєлгороді у Юрія Венгеровського. Вже у 10-му класі школи залучався до бєлгородського «Технолога», за який згодом відіграв п'ять років. Після закінчення Бєлгородського технологічного інституту опинився у команді «Іскра» (Одинцово), яку тренував Юрій Чесноков. Відігравши за одинцівську команду в Кубку СРСР, через сімейні та побутові обставини був змушений піти в клуб першої ліги СРСР — ростовський СКА, в якому також довго не затримався через проблеми з фінансуванням, що виникли у клубу.
В результаті слідом за головним тренером ростовських армійців Валерієм Кравченком вирушив до черкаського «Азоту», у складі якого відіграв дев'ять сезонів і став у 1992 році бронзовим призером першого чемпіонату незалежної України. Цього ж року встиг спробувати себе як граючий головний тренер черкаської команди, після чого на запрошення Валерія Кравченка вирушив до Польщі, де два роки відіграв за місцевий «Хожув», у складі якого 1993 року став бронзовим призером.
Вимушено завершив ігрову кар'єру у 1994 році через травму, а тренерську кар'єру розпочав у 1996 році, очоливши черкаський жіночий клуб «Хімволокно-Спорттех», хоча, за визнанням самого Голотова, жіночий волейбол до цього він категорично не визнавав. Дебют Голотова на посаді головного тренера черкаської команди відбувся 12–13 жовтня 1996 року в Черкасах, де в рамках з'їзного туру його підопічні впевнено обіграли київський «УФК Вермікуліт» та одеську «Динамо-Дженестру». А сам сезон черкащанки завершили на другому місці, поступившись лише луганській «Іскрі».
Перший чемпіонський титул команда Голотова завоювала через рік, а в 2008-му повторила досягнення «Іскри» та «Динамо-Дженестри», вигравши чемпіонат країни чотири рази поспіль. Усього під керівництвом Сергія Голотова клуб черкаський шість разів ставав чемпіоном України і за цим показником є співавтором національного рекорду разом з луганською «Іскрою», а також 5-разовим срібним, 3-разовим бронзовим призером чемпіонату і 8-разовим володарем Кубка України, що є найкращим результатом в історії жіночого волейболу України.
7 травня 2012 року найтитулованіший тренер у жіночому волейболі України очолив южненський «Хімік», у першому ж сезоні привів команду до третього в її історії чемпіонського титулу, а у Кубку виклику ЄКВ вперше в історії вивів команду до 1/4 фіналу.
У сезоні-2013/14 також вперше привів команду до перемоги в Кубку України, і вивів команду в челендж-раунд Кубку ЄКВ, обігравши в 1/4 фіналу польський «Алупроф» (Бельсько-Бяла). На шляху до півфіналу єврокубку южненський «Хімік» зупинив учасника Ліги чемпіонів німецький «Дрезднер» завдяки перемозі у «золотому сеті» 20:18.
За підсумками 2014 року став переможцем конкурсу «Люди дела», який з 1998 року щорічно проводився газетою «Вечірня Одеса» на згадку про засновника та першого редактора газети Бориса Дерев'янка. Цей приз здобувають люди, які вірно служать своїй професії і примножують славу одеського краю. Тренеру було вручено символічну статуетку «Садівник» та диплом переможця.
У сезоні 2014/15 привів южненський клуб до п'ятого поспіль, рекордного в історії жіночого клубного волейболу України, титулу чемпіона країни, і вперше вивів її у півфінал Кубка виклику ЄКВ.
У сезоні 2015/16 встановив практично неповторний рекорд, як тренер, вигравши 11-й Кубок України (8 на посаді головного тренера черкаського «Кругу» та 3 на посаді наставника южненського «Хіміка») і 10-й титул чемпіона країни (6 — «Круг», 4 — «Хімік»).
У липні 2016 року очолив красноярський «Єнісей». Під його керівництвом команда вперше у своїй історії вийшла у «Фінал чотирьох» Кубка Росії, проте в запеклій боротьбі залишилася без медалей. Через півроку Голотов пішов з «Єнісея», не знайшовши спільної мови з керівництвом.
У листопаді 2017 року повернувся до команди, пропрацювавши в ній до кінця сезону.
У жовтні 2020 року знову очолив «Єнісей». Після повномасштабного вторгнення Росії повернувся до України, де і помер 31 березня 2025 року.

## Досягнення

### Як гравець
- Бронзовий призер чемпіонату України: 1992
- Бронзовий призер чемпіонату Польщі: 1993

### Як тренер
- Чемпіон України — 10 разів (1998, 2000, 2004, 2005, 2006, 2007, 2008, 2013, 2014, 2015, 2014, 2016)
- Володар Кубка України — 11 разів (1997, 1998, 1999, 2000, 2004, 2005, 2006, 2007, 2008, 2014, 2015, 2016)
- Срібний призер чемпіонату України — 5 разів (1997, 1999, 2001, 2002, 2009)
- Бронзовий призер чемпіонату України — 3 рази (2003, 2004, 2010)
- Чвертьфінал Кубка ЄКВ — 1 раз (2015).
- Челлендж-раунд Кубка ЄКВ — 1 раз (2014).
- Чвертьфінал Кубка топ-команд Європи — 1 раз (2007)
- Півфінал Кубка виклику ЄКВ — 1 раз (2015)
- Чемпіонат Європи — 4-е місце (2001) як помічник головного тренера

## Особисте життя
Був одружений на українській волейболістці Ірині Жуковій.